# Улица Академика Харитона
Улица Акаде́мика Харито́на — крупная улица в Приморском районе Санкт-Петербурга. Проходит от Орлово-Денисовского проспекта до улицы Лётчика Паршина.

## История
Прежде улица Академика Харитона входила в состав Заповедной улицы. Бо́льшая её часть была построена в 1970-х годах для нужд Физико-технического института имени Иоффе (Заповедная улица, 51).
В 2013 году был построен новый участок улицы — от разворотного кольца возле завода «Климов» (Заповедная улица, 57) до Парашютной улицы. Он строился как «подъездная дорога к заводу „Климов“». Движение по нему было открыто в 2014 году.
12 августа 2014 года северный луч Заповедной улицы разделили на четыре улицы: Заповедную (до Орлово-Денисовского проспекта, с 2017 года — Заповедная аллея), Орлово-Денисовский проспект (от Заповедной до улицы Академика Харитона), улицу Академика Харитона и улицу Лётчика Паршина. Сейчас улица Академика Харитона проходит большей часть вдоль Шуваловского карьера, затем обходит с севера территорию завода «Климов» и далее продолжается как улица Лётчика Паршина.
Улице присвоено имя трижды Героя Социалистического Труда физика-ядерщика Ю. Б. Харитона, работавшего в расположенном на улице Физико-техническом институте. Харитон был главным конструктором секретного бюро, которое разработало и испытало атомную и водородную бомбы.

## Общественно значимые объекты
- Шуваловский карьер;

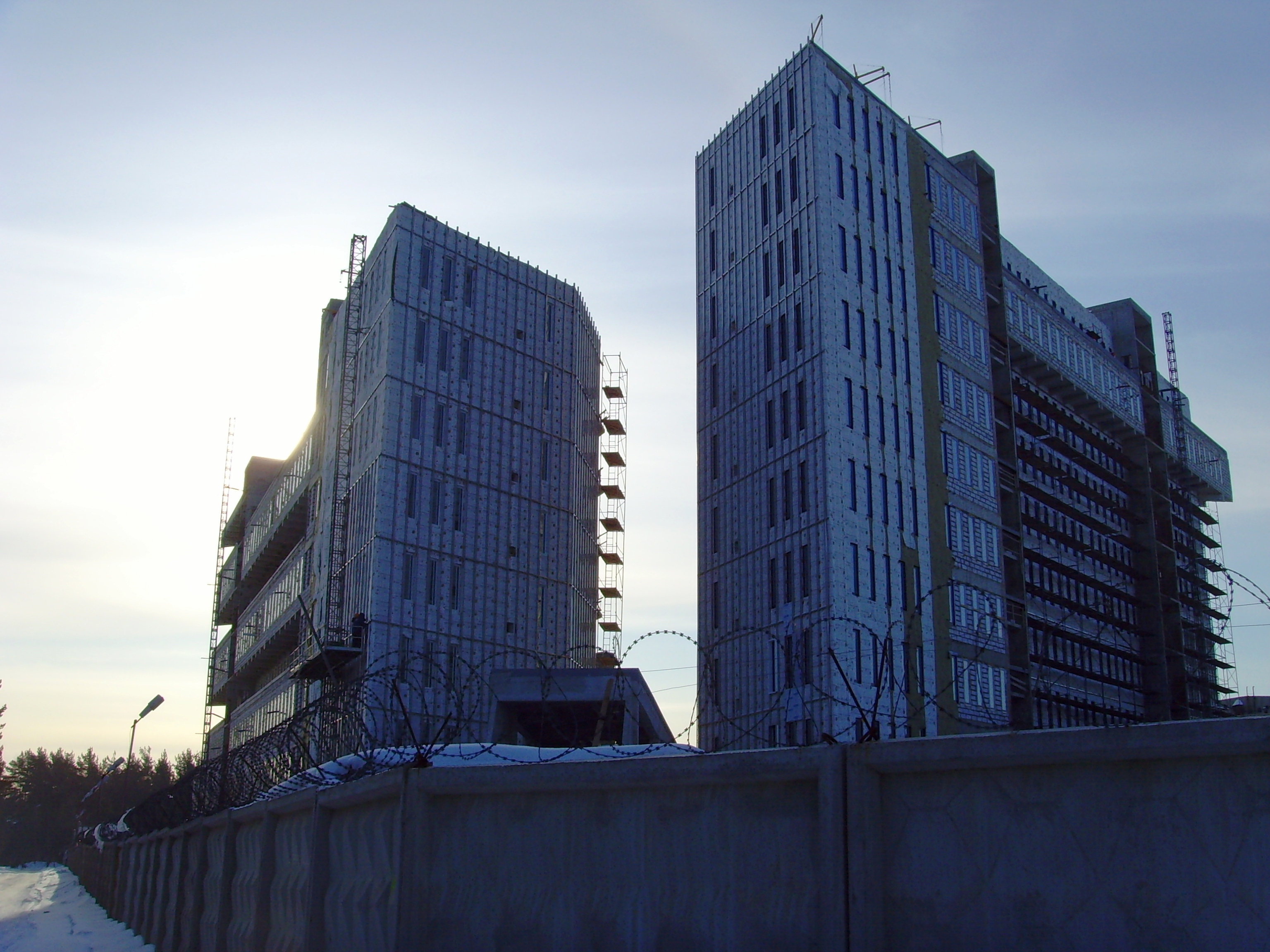
Новые здания завода «Климов»

- Физико-технический институт им. А. Ф. Иоффе — Заповедная улица, 51;
- Фондохранилище Зоологического института РАН — Заповедная улица, 51, корпус 2.
- Инженерно-лабораторный корпус Института электрофизики и электроэнергетики Российской академии наук — Заповедная улица, 53Е;
- Третья площадка завода им. В. Я. Климова — дом 8.

## Транспорт
Автобусы: 38, 135, 171.